# Serie 253 de Renfe
La Serie 253 de Renfe, que está siendo entregada desde el año 2008, es una serie de 100 unidades de locomotoras eléctricas de la 3.ª generación de la familia Traxx de Bombardier, denominada Bombardier TRAXX2E F140DC por la propia compañía. Esta serie de locomotoras está destinada exclusivamente para el tráfico de mercancías, y ofrecen una potencia de 5.400 kW propulsados por una serie de diferentes convertidores de potencia IGBT y controles de tracción Mitrac TC 3300 DC V03 IGBT y un módulo de transmisión para desarrollar una velocidad máxima de 140 km/h. Las locomotoras tienen un ancho fijo de 1668 mm (ancho ibérico) , aunque, como a todo el material nuevo que adquiere Renfe, se le podrían instalar bogies de ancho UIC.
Esta locomotora es monotensión, estando preparadas para funcionar únicamente bajo una tensión de 3 kV en corriente continua, por lo que no podrán recorrer los trazados de alta velocidad aptos para mercancías que se están construyendo en la actualidad.
Renfe Alquiler de Material Ferroviario dispone de varias de estas locomotoras para su arrendamiento. En octubre de 2019 las 4 locomotoras destinadas a este fin estaban arrendadas a Low Cost Rail (1), Captrain (1) y Transfesa (2).
De las 100 unidades adjudicadas el 8 de octubre de 2006, las 55 primeras han sido construidas por Bombardier en la factoría que tiene en Vado Ligure (Italia) y las 45 restantes en el TCR de Villaverde Bajo (Madrid). A mediados de junio de 2011, 82 estaban en servicio y las 18 restantes de la Serie se encontraban en pruebas.